# Кирил Видински (партизанин)
Вижте пояснителната страница за други личности с името Кирил Видински.
Кирил Рангелов Видински (бай Марко, Мустакатия, Христо) е участник в Съпротивителното движение по време на Втората световна война, командир на Търговищкия партизански отряд. Български офицер, генерал-майор, военен деец. Герой на социалистическия труд (указ № 2115 от 27 декември 1970), Герой на НРБ (1985), АБПФК.

## Биография
Кирил Видински е роден на 21 януари 1905 г. в с. Трекляно, Кюстендилско. На 13-годишна възраст със семейството си се премества в гр. Шумен. Член на РМС от 1922 г., на БКП от 1929 г. Един от учредителите на РМС в Шумен (1927). През 1931 г. става околийски секретар на комсомола в гр. Търговище. Арестуван от полицията за активна революционна дейност и затворен (1932). Същата година е освободен под гаранция и заминава за гр. София. След провал в Школата за запасни офицери (1933) минава в нелегалност. На съдебен процес е осъден задочно на 10,5 години затвор по ЗЗД.
През 1934 г. емигрира в СССР. Следва в Комунистическия университет за национални малцинства от Запада. Участва в Испанската гражданска война (1936 – 1939). Член на Испанската комунистическа партия. След поражението през 1939 г. попада в концлагера „Сен Суприен", Франция (1939). Освободен същата година и се завръща в СССР. Учи в Московския електромеханичен техникум.
Участва в Съпротивителното движение по време на Втората световна война. На 11 август 1941 г. се завръща с подводница и група политически емигранти в България. Член на Окръжния комитет на БРП (к) гр. Шумен (1941 – 44) и негов секретар (1942). Заместник-командир на Девета Шуменска въстаническа оперативна зона на Народоосвободителната въстаническа армия (НОВА) (1943), командир на Търговищкия партизански отряд (1944).
След 9 септември 1944 г. е главен инспектор в Дирекцията на Народната милиция, а от септември 1945 г. е офицер в Българската народна армия. Брат му Раденко Видински по-късно става министър.
Награден с Орден „За народна свобода" I ст. (1945), II ст. (1959), Орден „Девети септември 1944 г." III ст. (1946). I ст. (1954, 1959), Орден „Червено знаме" (1953), Орден „Георги Димитров" (1970 и 1975), Орден „НРБ" II ст. (1969), I ст. (1974)). Удостоен със званието Почетен гражданин на Кюстендил през 1985 г.